# Марк Клавдий Марцелл Эзернин (консул)
Марк Кла́вдий Марце́лл Эзерни́н (лат. Marcus Claudius Marcellus Aeserninus; умер после 22 года до н. э.) — римский военный и политический деятель из плебейской ветви рода Клавдиев Марцеллов, ординарный консул 22 года до н. э.

## Биография
Марк Клавдий Марцелл Эзернин — сын контубернала 90 года до н. э., носившего такое же имя.
В 48 году до н. э. Марк Клавдий Марцелл Эзернин — квестор Квинта Кассия Лонгина, который незадолго до этого был назначен пропретором провинции Дальняя Испания.
После начала бунта двух легионов Квинта Кассия Марк Клавдий Марцелл Эзернин получил поручение удерживать город Кордубу, но примкнул к восставшим, заявив, что выступает лично только против Квинта Кассия, а не против Гая Юлия Цезаря. Некоторое время противостоял Квинту Кассию на берегу реки Бетис, затем возле Улии. После прибытия к месту конфликта проконсула Ближней Испании Марка Эмилия Лепида, который выступил в качестве третейского судьи, передал ему командование. Тем не менее, был наказан Юлием Цезарем за свои действия, но затем полностью реабилитирован.
По всей видимости, именно квестор 48 года до н. э. был назначен Октавианом Августом ординарным консулом на 22 год до н. э., где его коллегой по должности стал ещё один нобиль — Луций Аррунций.